# Nive d’Arnéguy
Die Nive d’Arnéguy ist ein Fluss, der in Spanien (Provinz Navarra) und in Frankreich (Département Pyrénées-Atlantiques, Region Nouvelle-Aquitaine) verläuft. Sie entspringt unter dem Namen Rio Luzane auf dem Gebiet der spanischen Gemeinde Roncesvalles und entwässert generell Richtung Nordwest durch das Baskenland, davon etwa die obersten sechs Kilometer auf spanischem Hoheitsgebiet, weitere sechs Kilometer als Grenzfluss zwischen Spanien und Frankreich, danach ausschließlich auf französischem Hoheitsgebiet. Der Fluss mündet nach rund 21 Kilometern an der Gemeindegrenze von Uhart-Cize und Ascarat als linker Nebenfluss in die Nive.

## Orte am Fluss
(Reihenfolge in Fließrichtung)
- Luzaide/Valcarlos (Spanien)
- Arnéguy
- Uhart-Cize
- Ascarat